# Arpía (álbum)
Arpía es el nombre del álbum debut de la cantante mexicana Cecilia Toussaint. Fue grabado y publicado por Ediciones Pentagrama en 1987.

## Información del álbum
Luego de varias presentaciones en Rockotitlán, el productor de origen chileno Carlos Narea (que también colaboró con Kenny y los Eléctricos y Bon y los Enemigos del Silencio) produce el primer álbum de la cantante: Arpía. El disco es insigne, pues es considerado uno de los mejores del rock nacional, así como esencial para las cantantes femeninas de origen mexicano que querían adentrarse en el mundo del rock mexicano como Kenny Avilés, Julieta Venegas y Rita Guerrero, entre otras. Uno de los músicos que colaboran en la elaboración del disco es Jaime López, pues participan en la parte tanto musical como lírica.

## Lista de canciones[2]

### Lado A: El amor
| N.º | Título                              | Escritor(es) | Duración |  |
| 1.  | «Testamento»                        | C. Toussaint | 0:58     |  |
| 2.  | «Prendedor»                         | J. Elorza    | 2:28     |  |
| 3.  | «Astrágalo»                         | J. Elorza    | 4:05     |  |
| 4.  | «Me siento bien pero me siento mal» | J. López     | 2:17     |  |
| 5.  | «Corazón de cacto»                  | J. López     | 4:03     |  |
| 6.  | «Tres metros bajo tierra»           | J. López     | 3:01     |  |

### Lado B: La ciudad
| N.º | Título                       | Escritor(es) | Duración |  |
| 7.  | «Ámame en un hotel»          | J. López     | 2:49     |  |
| 8.  | «La viuda negra»             | C. Toussaint | 3:10     |  |
| 9.  | «Buldog blus»                | J. López     | 3:26     |  |
| 10. | «Sex farderos»               | J. Elorza    | 4:05     |  |
| 11. | «La 1a. calle de la soledad» | J. López     | 3:06     |  |
| 12. | «Viaducto Piedad»            | J. Elorza    | 3:46     |  |

## Músicos
- Cecilia Toussaint - Voz
- José Luis Domínguez - Guitarra
- Rodrigo Morales - Bajo
- Héctor Castillo Beither - Batería

## Posicionamiento en listas
| Publicación   | País           | Premio                                                  | Año  | Puesto |
| ------------- | -------------- | ------------------------------------------------------- | ---- | ------ |
| Región Cuatro | México         | Los 70 mejores discos de México                         | 2011 | 15     |
| Alborde       | Estados Unidos | Los 250 álbumes más importantes del Rock Iberoamericano | 2006 | 224    |